# Everything You've Come to Expect
Everything You've Come to Expect é o segundo álbum da banda The Last Shadow Puppets, composta por Alex Turner, Miles Kane, James Ford e Zach Dawes. Foi lançado dia 1 de abril de 2016, pela Domino Records.
A arte do álbum consiste numa foto da cantora Tina Turner dançando, tirada pelo fotógrafo Jack Robinson, em novembro de 1969 na cidade de Nova York.

## Faixas
| N.º            | Título                             | Duração |  |
| 1.             | "Aviation"                         | 3:43    |  |
| 2.             | "Miracle Aligner"                  | 4:05    |  |
| 3.             | "Dracula Teeth"                    | 2:51    |  |
| 4.             | "Everything You've Come to Expect" | 3:13    |  |
| 5.             | "The Element of Surprise"          | 2:52    |  |
| 6.             | "Bad Habits"                       | 3:00    |  |
| 7.             | "Sweet Dreams, TN"                 | 3:56    |  |
| 8.             | "Used to Be My Girl"               | 2:55    |  |
| 9.             | "She Does the Woods"               | 3:30    |  |
| 10.            | "Pattern"                          | 4:15    |  |
| 11.            | "The Dream Synopsis"               | 3:03    |  |
| Duração total: | Duração total:                     | 37:23   |  |

| Faixa bônus digital |                       |         |  |
| N.º                 | Título                | Duração |  |
| 12.                 | "The Bourne Identity" | 3:05    |  |